# نیل یانگ (بازیکن فوتبال، زاده ۱۹۷۳)
نیل یانگ (انگلیسی: Neil Young؛ زادهٔ ۳۱ اوت ۱۹۷۳) بازیکن فوتبال اهل انگلستان است.
از باشگاه‌هایی که در آن بازی کرده‌است می‌توان به باشگاه فوتبال ویموث، باشگاه فوتبال ای. اف. سی بورنموث و باشگاه فوتبال تاتنهام هاتسپر اشاره کرد.